# Apanteles pelopea
Apanteles pelopea är en stekelart som beskrevs av Nixon 1973. Apanteles pelopea ingår i släktet Apanteles och familjen bracksteklar. Inga underarter finns listade i Catalogue of Life.